# یوروتیومیستس
یوروتیومیستس (نام علمی: Eurotiomycetes) نام یک رده از subdivision قارچ‌های فنجانی است.